# Estadio Amahoro
El Estadio Amahoro (en francés: Stade Amahoro) es un estadio de usos múltiples ubicado en la ciudad de Kigali, Ruanda. Es el estadio más grande de Ruanda y acoge los partidos de la selección nacional de fútbol de Ruanda, y de los clubes de fútbol APR FC y SC Kiyovu Sports, además de conciertos y eventos públicos. 
Durante el genocidio de Ruanda en 1994, fue temporalmente un "sitio protegido de la ONU" de alojamiento para hasta 12 000 personas principalmente refugiados tutsis.
Entre 2022 y 2024, el estadio fue completamente reconstruido. Se añadió un segundo piso a las gradas existentes, y toda la instalación recibió un nuevo tejado y una fachada decorativa. En el transcurso de la modernización, el recinto se mejoró significativamente y se adaptó a los estándares modernos, y su capacidad aumentó de 25.000 a 45.000 espectadores.

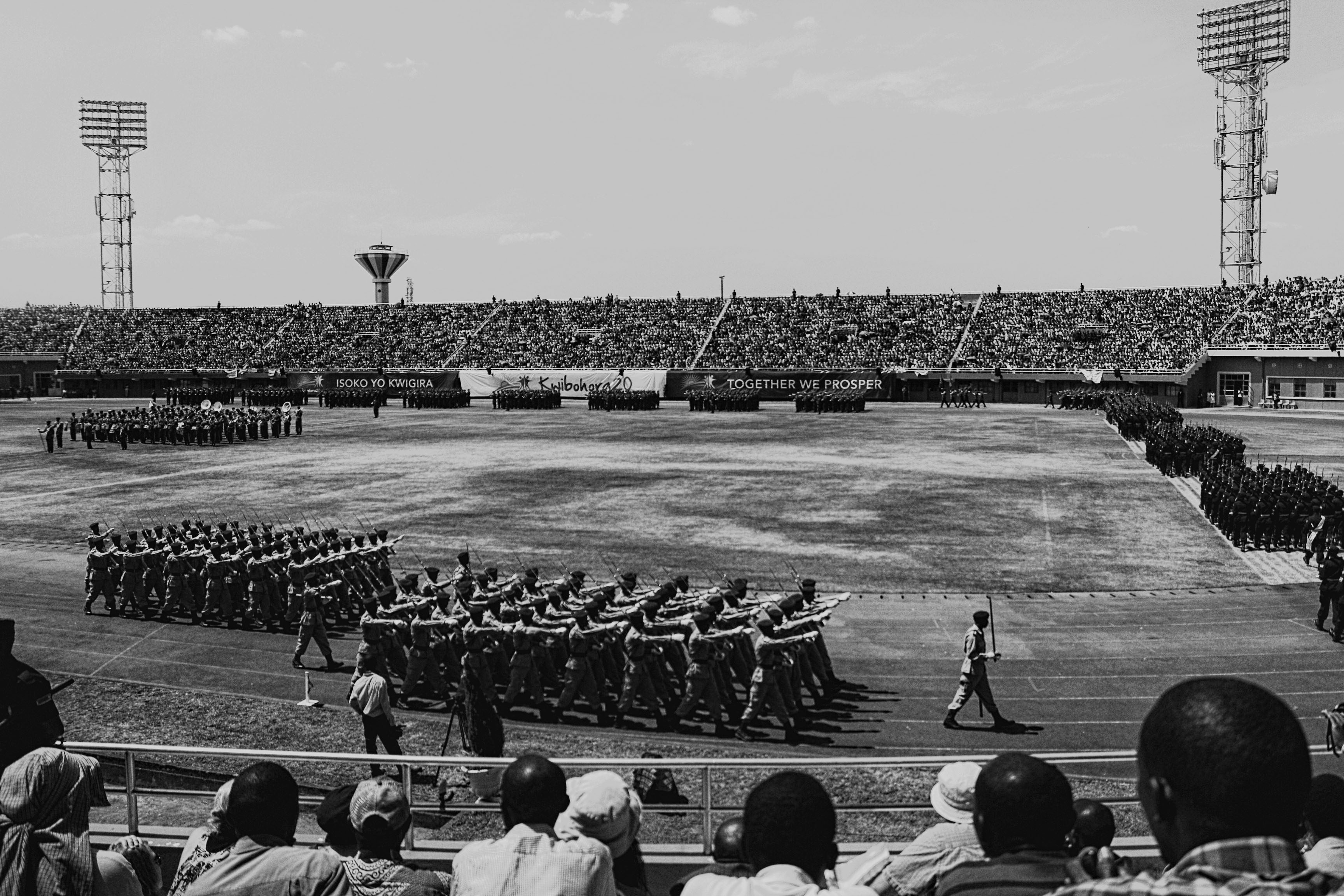
Estadio en 2014
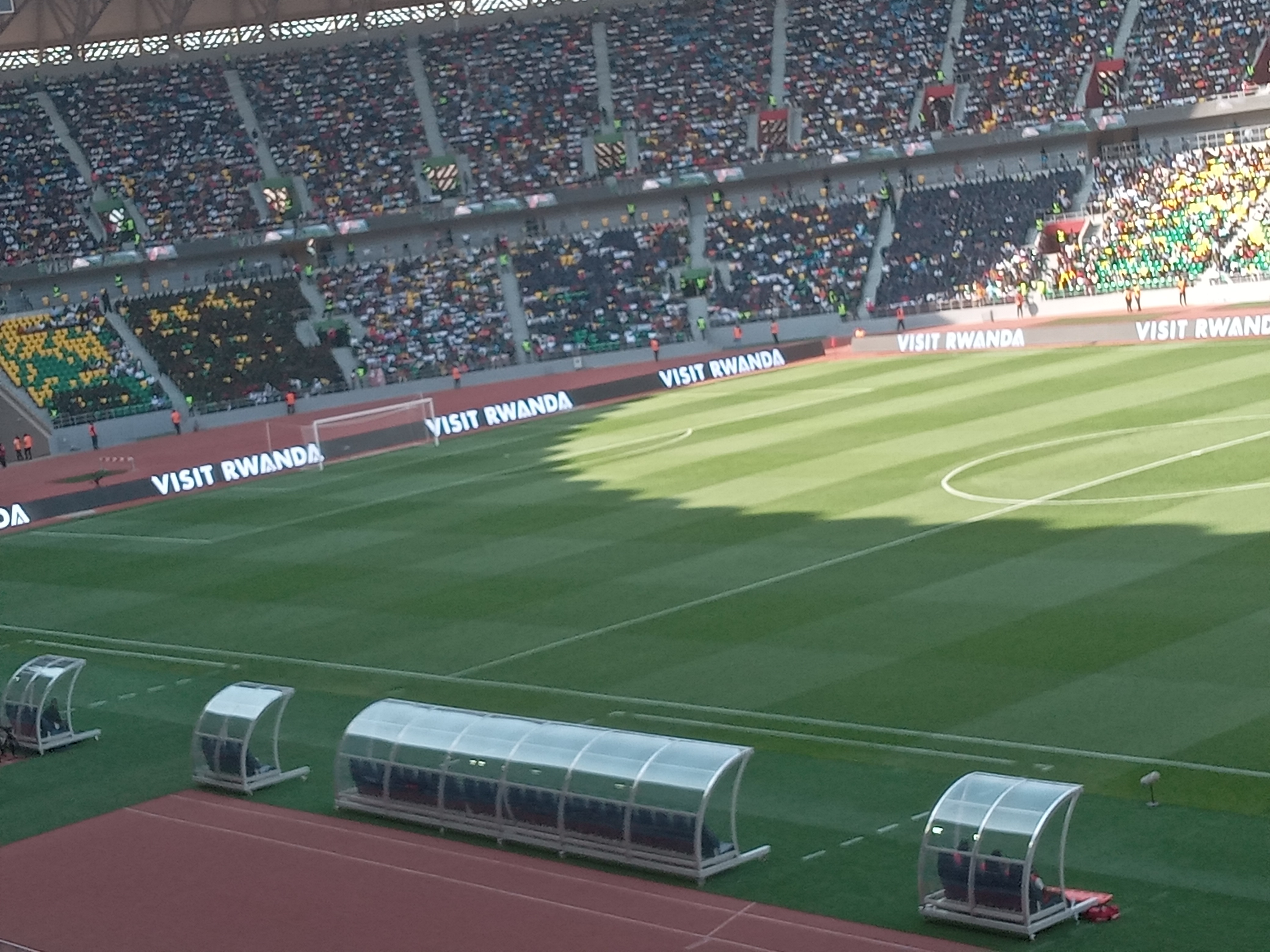
Tribunas del actual estadio